# Lega Nazionale A 2013-2014 (calcio femminile)
L'edizione 2013-2014 è stata la quarantaquattresima edizione del campionato svizzero della Lega Nazionale A di calcio femminile.

## Classifica
|  | Pos. | Squadra     | Pt | G  | V  | N | P  | GF | GS | DR  |
|  | ---- | ----------- | -- | -- | -- | - | -- | -- | -- | --- |
|  | 1.   | Zurigo      | 49 | 18 | 16 | 1 | 1  | 73 | 11 | +62 |
|  | 2.   | Kriens      | 47 | 18 | 15 | 2 | 1  | 60 | 15 | +45 |
|  | 3.   | Basilea     | 38 | 18 | 12 | 2 | 4  | 45 | 22 | +23 |
|  | 4.   | Neunkirch   | 25 | 18 | 7  | 4 | 7  | 29 | 31 | -2  |
|  | 5.   | Yverdon     | 24 | 18 | 7  | 3 | 8  | 28 | 38 | -10 |
|  | 6.   | Young Boys  | 20 | 18 | 6  | 2 | 10 | 29 | 44 | -15 |
|  | 7.   | Staad       | 18 | 18 | 5  | 3 | 10 | 24 | 47 | -23 |
|  | 8.   | San Gallo   | 15 | 18 | 4  | 3 | 11 | 26 | 47 | -21 |
|  | 9.   | Grasshopper | 13 | 18 | 4  | 1 | 13 | 30 | 48 | -18 |
|  | 10.  | Schwyz      | 9  | 18 | 2  | 3 | 13 | 12 | 53 | -41 |

Legenda:

      Qualificata al girone finale per il titolo svizzero.
 Va al play-off con le prime due qualificate della Lega Nazionale B.
Note:

Tre punti a vittoria, uno a pareggio, zero a sconfitta.

## Girone finale
|  | Pos. | Squadra    | Pt | G | V | N | P | GF | GS | DR  |
|  | ---- | ---------- | -- | - | - | - | - | -- | -- | --- |
|  | 1.   | Zurigo     | 46 | 7 | 7 | 0 | 0 | 35 | 4  | +31 |
|  | 2.   | Kriens     | 40 | 7 | 5 | 1 | 1 | 23 | 9  | +14 |
|  | 3.   | Basilea    | 27 | 7 | 2 | 2 | 3 | 14 | 10 | +4  |
|  | 4.   | Neunkirch  | 25 | 7 | 4 | 0 | 3 | 19 | 15 | +4  |
|  | 5.   | Yverdon    | 19 | 7 | 2 | 1 | 4 | 17 | 23 | -6  |
|  | 6.   | Young Boys | 17 | 7 | 2 | 1 | 4 | 13 | 19 | -6  |
|  | 7.   | Staad      | 16 | 7 | 2 | 1 | 4 | 11 | 22 | -11 |
|  | 8.   | San Gallo  | 11 | 7 | 1 | 0 | 6 | 7  | 37 | -30 |

Legenda:

      Campione di Svizzera e ammesso alla UEFA Women's Champions League.
Note:

Tre punti a vittoria, uno a pareggio, zero a sconfitta.
I punti in classifica comprendono la metà dei punti conseguiti nell'andata arrotondati per difetto (esempio: Zurigo 49:2 = 24,5 (25) + 21 delle finali = 46).

## Girone di relegazione/promozione
|  | Pos. | Squadra         | Pt | G | V | N | P | GF | GS | DR  |
|  | ---- | --------------- | -- | - | - | - | - | -- | -- | --- |
|  | 1.   | Grasshopper     | 13 | 6 | 4 | 1 | 1 | 15 | 8  | +7  |
|  | 2.   | Rapperswil-Jona | 12 | 6 | 4 | 0 | 2 | 18 | 14 | +4  |
|  | 3.   | Rapid Lugano    | 10 | 6 | 3 | 1 | 2 | 14 | 8  | +6  |
|  | 4.   | Schwyz          | 0  | 6 | 0 | 0 | 6 | 6  | 23 | -17 |

Legenda:

      Promosso in Lega Nazionale A 2013-2014.
      Relegato in Lega Nazionale B 2013-2014.
Note:

Tre punti a vittoria, uno a pareggio, zero a sconfitta.

## Statistiche

### Classifica marcatori
| Gol | Rigori |  | Giocatore          | Squadra   |
| --- | ------ |  | ------------------ | --------- |
| 19  |        |  | Fabienne Humm      | Zurigo    |
| 11  |        |  | Angela Stocker     | Lucerna   |
| 11  |        |  | Alexandra Szarvas  | Basilea   |
| 10  |        |  | Fabienne Bangerter | Basilea   |
| 9   |        |  | Eseosa Aigbogun    | Basilea   |
| 9   |        |  | Nicole Banecki     | Kriens    |
| 9   |        |  | Patricia Willi     | San Gallo |